# 3377 Лодевейк
3377 Лодевейк (3377 Lodewijk) — астероїд головного поясу, відкритий 24 вересня 1960 року.
Тіссеранів параметр щодо Юпітера — 3,280.